# Kovariant relativitetsteori
Kovariant relativitetsteori är en nyckelegenskap hos rumtiden som uppdagades ett par år efter det att Albert Einstein år 1905 hade ställt upp den speciella relativitetsteorin. Det var den tyske matematikern Hermann Minkowski som fann att Lorentztransformationen kunde ges ett mer geometriskt innehåll, samtidigt som han gav Woldemar Voigt ett erkännande för dennes variant. Minkowski visade att man kunde betrakta både tiden  och de tre rumskoordinaterna för en händelse som koordinater för en punkt i ett fyrdimensionellt tidsrum. Detta är inte något rum med vanlig geometri, utan kallas i stället för "Minkowski-rum" med sin egen geometri.
Den 4-dimensionella formuleringen blev snabbt godtagen, och har därefter blivit allmängods i nästan allt arbete inom relativistisk fysik. Särskilt vid utformning och senare användning av allmän relativitetsteori visade den sig oumbärlig. Alla matematiska formler kan skrivas mer kompakt. De grundläggande fysiska lagarna kom att få samma utseende i alla referenssystem.

Referenssystemet med apostroferade koordinater rör sig längs den positiva x-axeln. Sett från det systemet kommer det oapostroferade systemet att röra sig med hastigheten -v längs x - axeln.

## Fyrvektorer
Man tänker sig ett inertialsystem med kartesiska koordinater (x, y, z) där varje händelse kan tillordnas en given tid t vid bruk av synkroniserade klockor. Detta benämns det stationära systemet. Alternativt kan man beskriva samma händelser från ett annat inertialsystem, som rör sig längs den positiva x-axeln med hastigheten v och med koordinaterna (x', y', z'). Tiden i det stationära systemet är justerad, så att när x' = x = 0, så är t = 0. Origo i de två referenssystemen är då i samma punkt. Dessa två set av koordinater är nu förbundna med sambanden
{\displaystyle t'=\gamma (t-vx/c^{2})\;,\;\;\;x'=\gamma (x-vt)\;,\;\;\;\ y'=y,\;\;z'=z}
som utgör Lorentztransformationen. Här är γ = 1/√(1 - v2/c2) den vanliga Lorentzfaktorn och den faktor som skiljer från Voigttransformationen. De två koordinaterna y och z som är vinkelräta mot rörelsen, förblir oförändrade eller sägs vara "invarianta". Helheten av alla Lorentztransformationer bildar en grupp, Lorentz-gruppen.

### Kontravarianta komponenter
De fyra koordinaterna kan nu grupperas ihop till en fyrvektor med komponenter xμ = (ct, x, y, z) som specificeras med indexen μ = 0,1,2,3. För senare bruk är det en fördel att låta detta stå upptill och kalla dessa komponenter för kontravarianta. De definierar en vektor i ett fyrdimensionellt Minkowski-rum. 
Tänker man sig dessa komponenter ordnade som en kolonnmatris, så kan nu detta förhållande skrivas som en matrisprodukt
{\displaystyle {\begin{bmatrix}ct'\\x'\\y'\\z'\end{bmatrix}}={\begin{bmatrix}\gamma &-\gamma v/c&0&0\\-\gamma v/c&\gamma &0&0\\0&0&1&0\\0&0&0&1\\\end{bmatrix}}{\begin{bmatrix}c\,t\\x\\y\\z\end{bmatrix}},}
där vi har infört en 4×4 matris som representerar Lorentztransformationen. För en transformation i en annan riktning än längs x-axeln, kommer matrisen att se annorlunda ut. I komponentform kan detta skrivas mer kompakt som
{\displaystyle x^{\mu '}=\sum _{\nu =0}^{3}\Lambda _{\;\;\nu }^{\mu '}x^{\nu }}
där symbolerna  Λμ'ν utgör elementen i transformationsmatrisen  Λ. Här är ν ett exempel på ett summationsindex. Det uppträder på två ställen på samma sida av en sådan transformationslikhet. Man kunde likaså väl ha givit det ett annat namn som σ. När man ser två av dem, vet man att då ska det summeras över dem. Man kan därför helt utelämna summationstecknet och skriva transformationen ännu mer kompakt som xμ' = Λμ'ν x ν. Detta kallas Einsteins summakonvention och förenklar i hög grad alla matematiska uttryck som används i relativitetsteorin. 
Positionsvektorn x anger en punkt i Minkowski-rummet. Det är viktigt att föreställa sig denna och andra vektorer som absoluta storheter oavhängiga från koordinatsystem. Endast komponenterna till vektorn kommer att vara olika i skilda inertialsystem. Därför är det naturligt att ange detta med indexen och inte så att själva vektorn förändrar sig.
Nu går det att definiera matematiskt vad en fyrvektor är. Om det finns en storhet med fyra komponenter som transformerar som
{\displaystyle V^{\mu '}=\Lambda _{\;\;\nu }^{\mu '}V^{\nu }}
under en Lorentztransformation, så är detta en fyrvektor. Införes den inversa transformationen  Λ-1 som tillfredsställer
Λ-1Λ = ΛΛ-1 = 1, så är då på komponentform
{\displaystyle V^{\mu }=(\Lambda ^{-1})_{\;\;\nu '}^{\mu }V^{\nu '}}
där den inversa transformationen har matriselement som tillfredsställer
{\displaystyle (\Lambda ^{-1})_{\;\;\sigma '}^{\mu }\Lambda _{\;\;\nu }^{\sigma '}=\delta _{\;\;\nu }^{\mu }}
På högra sidan står Kroneckers delta, som definierar komponenterna i en 4×4 enhetsmatris.